# Совет Эрменистаны
«Совет Эрменистаны» (азерб. Совет Ермәнистаны, буквально Советская Армения) — республиканская общественно-политическая газета на азербайджанском языке, издававшаяся в Армянской ССР. Газета освещала общественно-политические события, происходящие в Армении и за её пределами.
В 1970-е годы газета выходила 3 раза в неделю тиражом 21 тыс. экземпляров.
Газета основана в 1921 году. Первоначально называлась «Ранчбар» (Пахарь), в 1925—1928 «Занга», в 1929—1937 «Kı̢zı̢l Зәfek/Qьzьl Şәfeq» (Красная Заря), в 1937—1939 «Kommunist» (Коммунист). С октября 1939 — «Совет Ермәнистаны». В 1971 награждена орденом «Знак Почёта». Из-за Карабахского конфликта издание газеты было прекращено.